# Hitohiro Saitō
Hitohiro Saitō (斎藤 仁弘?, Saitō Hitohiro; Iwama, 12 febbraio 1957) è un artista marziale giapponese.

## Biografia
Nasce nel 1957 a Iwama, nella prefettura di Ibaraki, in Giappone. Da piccolo conosce Morihei Ueshiba, il fondatore dell'aikidō da cui inizierà a prendere lezioni all'età di 7 anni. Alla morte del fondatore, continua la pratica della via della pace sotto la guida attenta di suo padre Morihiro Saitō, l'allievo più fedele e devoto di O'Sensei (così era soprannominato Morihei Ueshiba dagli allievi), dal quale apprenderà l'aikido tradizionale del fondatore. 
Alla morte del padre eredita inizialmente i titoli di dojo cho (responsabile del dojo) dell'Ibaraki Dojo, il dojo del fondatore, e di custode dell'Aiki Jinjia, il tempio dell'aikido. Verrà subito usurpato di tali titoli dalla famiglia Ueshiba, e si renderà indipendente fondando l'associazione che prende il nome di Iwama Shin Shin Aiki Shurenkai. Attualmente continua ad insegnare regolarmente presso il proprio dojo, il Tanrenkan Dojo, e a tenere seminari in tutto il mondo.